# فوکو در ایران
فوکو در ایران نوشته بهروز قمری تبریزی و به فارسی سارا زمانی در نشر ترجمان علوم انسانی منتشر شده‌است.

## معرفی
میشل فوکو، در آستانه پیروزی انقلاب اسلامی ایران، دوبار به ایران سفر کرد و در هشت گزارشی که برای روزنامه کوریره دلاسرا نوشت با مردم انقلابی ایران همدلی عمیقی نشان داد و انقلاب اسلامی آن‌ها را ستود. بعدها بسیاری از روشنفکران فرانسوی او را توبیخ کردند که چرا فریب انقلاب ایران را خورده‌است. فوکو به این نقدها پاسخ صریحی نداد و حتی گمان می‌شد او در یادداشت‌های ایرانی تلویحاً از موضع خود برگشته است. رفته رفته این مشاجرات فراموش شد تا آنکه پس از یازده سپتامبر بار دیگر مناقشات پیشین سر برآورد و حملات جدیدی علیه فوکو و همراهی‌اش با انقلاب ایران آغاز شد. بهروز قمری تبریزی در کتاب تحسین شده فوکو در ایران به بازخوانی این مباحثات پرداخته و نشان می‌دهد نه تنها فوکو از موضع دست نکشید، بلکه تجربه انقلاب ایران نقشی مهم در تحول فکری او ایفا کرد.
نویسنده در پیش گفتار اثر دربارهٔ علت تدوین کتاب نوشته است: در حین نوشتن کتاب بسیاری از همکاران و منتقدانم می‌پرسیدند: چرا باید آنچه فوکو دربارهٔ انقلاب ایران گفته‌است برای ما اهمیت داشته باشد؟ مگر او هم یکی دیگر از آن روشنفکران فرانسوی مغلق‌گو نیست که این عادت استعماری را دارند که دربارهٔ مسائل مردمان دیگر فضولی کنند؟ گمان می‌کنم اینها سوالات موجهی هستند. من این کتاب را به مثابه شرحی بر آثار فوکو در نظر نگرفته‌ام، بلکه مقالات او دربارهٔ انقلاب اسلامی را پنجره‌ای فوق‌العاده یافتم که از آن می‌توان به وقایع انقلابی ایران، بیرون از چارچوب‌های گفتمانی ای که انقلاب‌ها شرح می‌دهند، نگاه کرد.

## نقد و بررسی
کتاب فوکو در ایران موضوع نشست نقد و بررسی با حضور افشین جهاندیده و ابراهیم توفیق و نویسنده در کتابخانه ملی بوده‌است. همچنین معرفی‌هایی بر این اثر نوشته شده‌است و نیز با نویسنده آن گفتگو شده‌است.ابراهیم توفیق در نشست بررسی کتاب فوکو در ایران عنوان کرد: «کتاب نشان می‌دهد که فوکو بعد از درگیر شدن با انقلاب ایران به مطالعاتی پیرامون اسلام می‌پردازد و تصویری از اسلام متأثر از قرائت ماسینیون و کربن و به یک معنا شریعتی برای او حاصل می‌شود، یعنی قرائتی عارفانه از اسلام.» همچنین مرورهایی در سایت وینشو مجله کتاب فردا و دیگر رسانه‌ها از دیگر بررسی‌هایی است که بر کتاب فوکو در ایران نوشته شده‌است.